# Jacques Houllier
Pour les articles homonymes, voir Houllier et Jacques Houllier-Trescases.
Jacques Houllier (en latin Jacobus Hollerius), né à Étampes vers 1498/1504, mort à Paris en 1562, est un médecin français.

## Carrière
Inscrit à la Faculté des arts de l'Université de Paris à l'automne 1525, maître ès arts en 1526 ou 1527, procureur de la nation de France en 1530, enseignant au Collège de Lisieux, inscrit en faculté de médecine vers 1529, il est bachelier en médecine en 1535, élu recteur de l'université le 13 décembre de la même année (fonctions prorogées par le Parlement de Paris en mars 1536 en raison des querelles inextricables auxquelles donnait lieu l'élection de ce responsable, dont le mandat durait trois mois). Le 7 novembre 1536, il reçoit le bonnet de docteur en médecine sous la présidence de Jean Tagault, doyen de la faculté. Il devient professeur de médecine en 1538, et collaborateur de Tagault, qui lui confie en 1543 la tâche de compléter ses Institutiones chirurgicæ. Il prend part à la campagne menée par Tagault contre l'enseignement de Michel Servet (présent à Paris de 1536 à 1538), qui soutient qu'un médecin devait être aussi astrologue. Il est doyen de la faculté de médecine en 1546 et 1547.
Médecin humaniste, Jacques Houllier est un célèbre commentateur d'Hippocrate, chef de file des « hippocratistes parisiens ». Il a notamment pour disciple Louis Duret.

## Œuvres
- Ad libros Galeni de compositione medicamentorum secundum locos periochæ octo, Paris, 1543.
- De materia chrurgica libri tres, Paris, 1544 (complément des Institutiones chirurgicæ de Jean Tagault).
- De morborum curatione, de febribus, de peste, Paris, 1565.
- (la) De morborum internorum curatione, liber I. (préf. Antoine Valet), Paris, Jacobum Maceum, 1567, 764 p. (lire en ligne).
- De morbis internis libri duo, auctoris scholiis et observationibus illustrati, Paris, 1571.
- Magni Hippocratis coaca præsagia, Lyon, 1576 (commentaire d'Hippocrate longtemps très réputé).
- In Aphorismos Hippocratis commentarii septem, Paris, 1579.
- Opera practica, Paris, 1612.